# SL-System

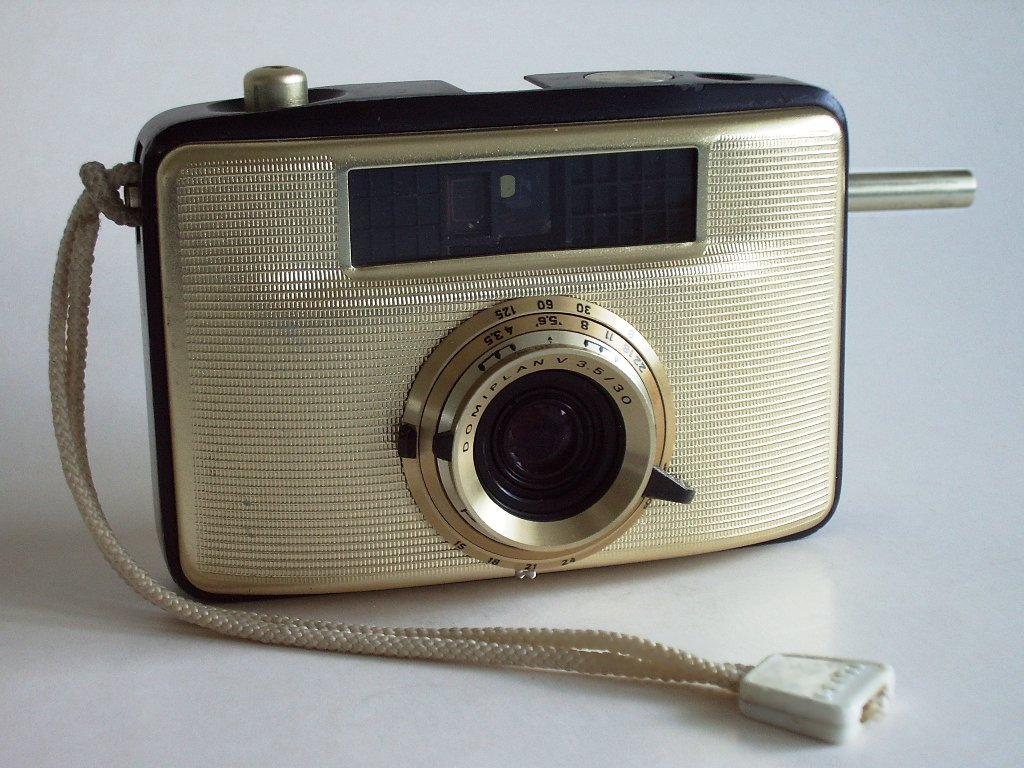
Penti II – „Goldene“ Halbformat-Kamera aus der DDR

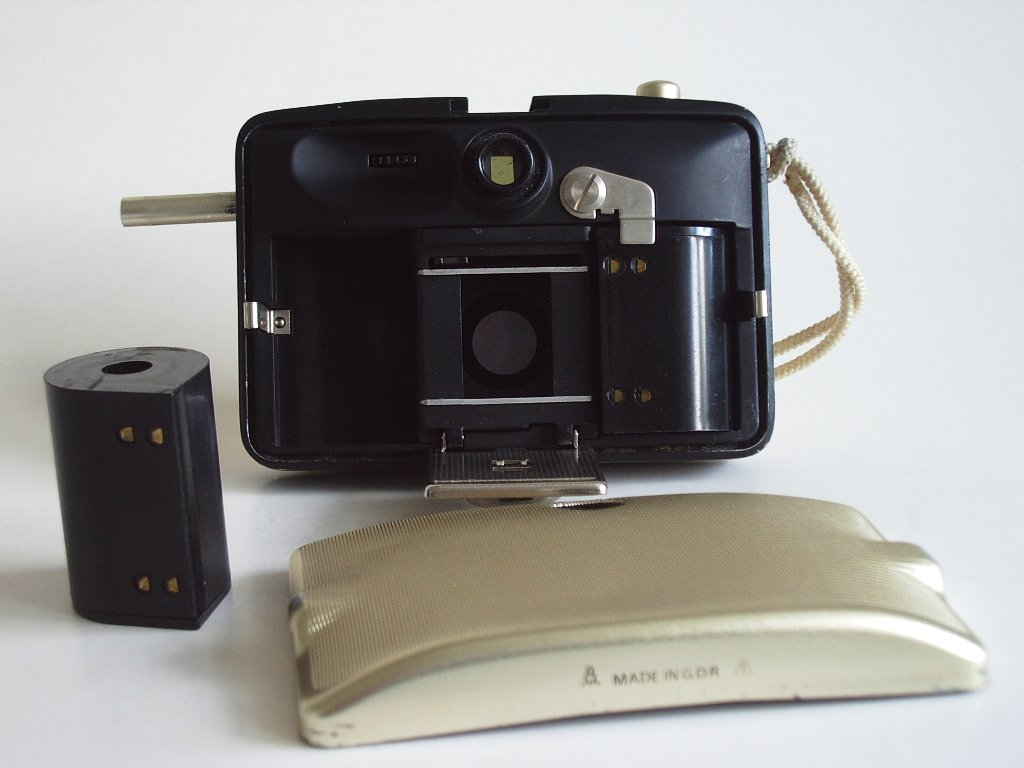
Die Penti II nutzt das SL-System

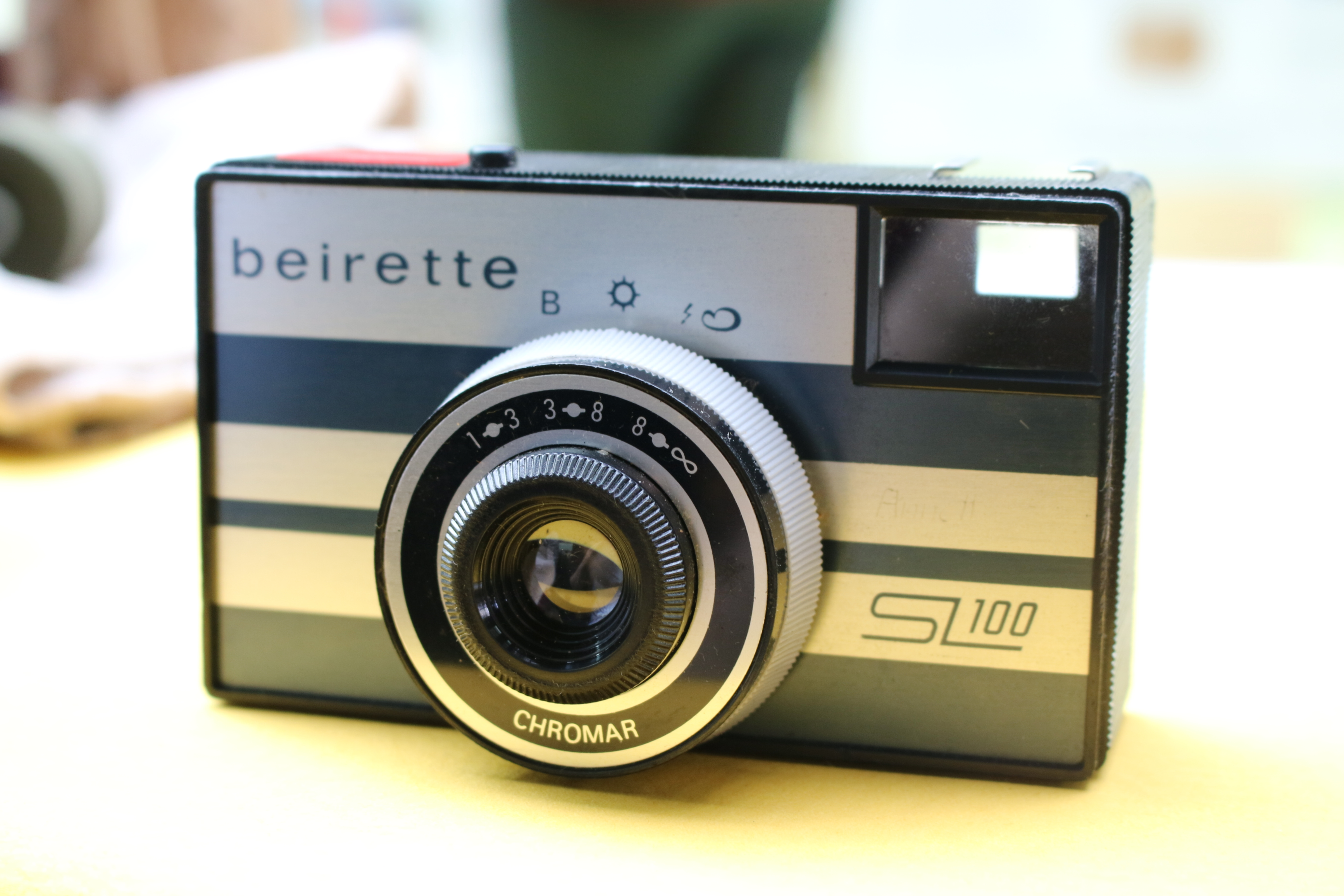
Eine Beier Beirette SL 100

Das Schnellladesystem  (SL-System) ist ein spezielles Kleinbildfilm-System für Fotokameras, das von der Filmfabrik Wolfen entwickelt wurde und nur in den RGW-Ländern existierte.

## Entstehung

### Verhandlungen mit ausländischen Unternehmen
Als Folge des gerade populären NÖS nahmen die VEB Pentacon Dresden Kontakt mit Agfa und dem Camerawerk München auf, ohne die übergeordnete Wirtschaftsbehörde zu informieren; man hatte nicht einmal mit der Filmfabrik Wolfen darüber gesprochen. Man wollte über eine Lizenz von Agfa Rapid verhandeln. Pentacon war nämlich auf der Suche nach neuen Kameramodellen für den Export, um die sinkenden Marktanteile auszugleichen, welche die zunehmende Zahl von japanischen Spiegelreflexkameras zufolge hatte, und dachte dabei an Sucherkameras mit einfacher Handhabung. Dabei war der westdeutsche Markt besonders bedeutend. Nachdem Agfa eine Absage erteilte, stellte man die Arbeiten an einem Schnellladesystem vorübergehend ein.
Die Filmfabrik Wolfen war ebenfalls an einem Schnellladesystem interessiert, fand aber Agfa Rapid und Kodak Instamatic gleichermaßen interessant. Die übergeordnete Planungsbehörde hatte Vorbehalte gegen Agfa, denen aber die Absage aus Leverkusen zuvor kam. 1965 verhandelte man mit Zustimmung des Ministeriums der Chemischen Industrie erst einmal über die Super-8-Kassette mit Kodak, wobei die Amerikaner grundsätzlich gesprächsbereit waren. Die Verhandlungen endeten aber ergebnislos. 1967 führten die VEB Pentacon und die Filmfabrik Wolfen gemeinsame Gespräche mit Kodak über das Instamatic-System. Währenddessen mehrten sich die Vorbehalte der Wirtschaftsbehörden gegen eine Kooperation mit westlichen Unternehmen, so dass die beiden keine Handlungsvollmacht zur Vertragsunterzeichnung erhielten. Kodak zog die Gespräche immer mehr in die Länge, woraufhin sie schließlich ergebnislos endeten.

### Eigenes System
Die Abteilung Grundstoffindustrie des Zentralkomitee der SED versuchte nun durch eine vermehrte Zusammenarbeit der Forschung und Entwicklung in der Fotoindustrie ein „Anti-Kodak-System“ entstehen zu lassen. Auch die Filmfabrik Wolfen verfolgte diesen Gedanken, aber der im Februar 1970 gegründete Forschungsverband Fotochemische Informationsaufzeichnung brachte kein Ergebnis zustande. Erst als die Sowjetunion die Massenproduktion einer einfache Sucherkamera mit Schnellladesystem beschloss und die Filmfabrik Wolfen die passenden Filme liefern sollte, kam es zum SL-System. Denn innerhalb des RGW hatte die Versorgung mit eignen Entwicklungen Vorrang, so dass Instamatic nicht mehr zur Diskussion stand.
Das SL-System fußte genauso wie Agfa Rapid auf die Patrone der Agfa Karat, was aufgrund der gemeinsamen Wurzeln von der Filmfabrik Wolfen und Agfa möglich war. Die SL-Patronen passten in Rapid-Kameras und umgekehrt. Zwischen den beiden Patronen gab es zwei Unterschiede: Die SL-Patronen waren aus Kunststoff anstatt aus Metall gefertigt und die Filmempfindlichkeit konnte nicht abgetastet werden.

## System

### Ausführung
Die SL-Patronen waren fast vollständig aus Kunststoff gefertigt und enthielten rund 0,56 m 36-mm-Film. Die Kameras dafür gab es in den Formaten 24 mm × 36 mm, 24 mm × 24 mm (16) oder 18 mm × 24 mm. Dabei ergeben sich pro Film 12, 16 oder 24 Aufnahmen.
Patrone und Film wurden von Orwo hergestellt. Es gab die Schwarzweißfilme NP 15, NP 20, NP 22 und NP 27; die Umkehrfilme Orwochrom UT 18  und UT 20 für Tageslicht und Orwochrom UK 17 für Kunstlicht sowie den Farbnegativfilm NC 19.

### Verbreitung
Die Verbreitung des SL-Systems blieb auf dem RGW-Raum beschränkt, an ein Export in westliche Länder war nicht zu denken; zum einen aufgrund der Übermacht von Instamatic, zum anderen wegen der Patente in Bezug auf das Rapid-Systems.

## Kameras
Es waren folgende Typen erhältlich:
- Beirette SL 100 (ursprüngliche Bezeichnung Pouva Start SL 100, Pouva SL 100 oder Start SL 100)[8]
- Beirette SL 100N
- Beirette SL 200
- Beirette SL 300
- Beirette electric SL 400
- Certo SL 100
- Certo SL 101 color
- Certo SL 110
- Lomo Smena SL
- Pentacon electra
- Pentacon electra 2
- Penti I
- Penti II